# Катастрофа Ан-24 у Києві
Катастрофа Ан-24 в Києві — авіаційна катастрофа, що сталася 17 грудня 1976 року поблизу аеропорту «Жуляни» в Києві. Літак Ан-24 авіакомпанії «Аерофлот» виконував плановий внутрішній рейс Н-36 за маршрутом Чернівці — Київ, однак при заході на посадку пробив огорожу, зачепив дерева і врізався в насип. З 55 осіб, які перебували на борту, (50 пасажирів і 5 членів екіпажу) загинули 48.

## Літак
Ан-24 (реєстраційний номер СРСР-46722, заводський 37300302, серійний 003-02) був випущений заводом Антонова 29 квітня (за іншими даними — 15 травня) 1963 року, а 8 червня здійснив перший політ. Його пасажиромісткість — 50 пасажирів. Далі лайнер був переданий ГУ ГВФ при СМ СРСР, яке направило його до Київського об'єднаного авіазагону Українського територіального Управління цивільної авіації. Оснащений двома турбогвинтовими двигунами АІ-24 виробництва ЗМКБ «Прогрес» імені О. Г. Івченка. На день катастрофи авіалайнер здійснив 24 754 цикли «зліт-посадка» і налітав 27 244 години.

## Екіпаж
Літаком управляв екіпаж з 377-го льотного загону Київського УАТ, його склад був таким:
- Командир повітряного судна (КПС) — Юрій Петрович Суховій.
- Другий пілот — Віктор Михайлович Козоріз.
- Штурман — Анатолій Петрович Вітер.
- Бортінженер — Григорій Михайлович Сорокін.

У салоні літака працювала стюардеса Катерина Степанівна Комашенко.

## Катастрофа
Ан-24 борт СРСР-46722 виконував місцевий рейс Н-36 за маршрутом Чернівці — Київ. О 20:32 за місцевим часом з 50 пасажирами на борту (тобто з повністю заповненим салоном) рейс 036 вилетів з аеропорту Чернівці.
Згідно з наявним у екіпажу прогнозом, за маршрутом очікувалася хмарність з нижньою межею менше 100 метрів і з верхньої 1000—1500 метрів, вітер південно-східний сильний, серпанок, мряка, сніг, помірна бовтанка, видимість 1000—2000 метрів, в хмарах і опадах сильне обмерзання. Коли ж рейс 036 вилетів з Чернівців, видимість в київському аеропорту Жуляни вже впала до 800 метрів, нижня межа хмарності становила 70 метрів, вітер слабкий, в хмарах сильне обмерзання. АМСГ проводила часті спостереження за погодою, але не зареєструвала момент, коли горизонтальна видимість знизилася менш 700 метрів, тобто нижче погодного мінімуму, а тому диспетчери УВС Києва не були попереджені про це. Також, в порушення інструкцій, з 20:55 до 22:10 не велась безперервна реєстрація видимості у напрямку посадки магнітним курсом 81 °. До того ж самі екіпажі літаків в період 21:00—22:00, незважаючи на складні метеоумови, не запитували фактичні значення горизонтальної та вертикальної видимості в зонах зльоту і посадки.
Борт СРСР-46722 заходив на посадку в аеропорту Києва вночі по курсу 81 ° і з використанням систем посадки ОСП і РСП за командами диспетчера. Наявна в аеропорту система посадки СП-68 була виключена з регламенту, оскільки проходили профілактичні роботи і обліт. Коли рейс 036 виконував політ від моменту довороту на посадковий курс до ДПРМ, то диспетчер ДПСП вивів його з посадкового локатора і не дав екіпажу інформацію, коли той увійшов в глісаду і початку зниження. В результаті борт СРСР-46722 почав зниження з запізненням, в зв'язку з чим екіпаж був змушений збільшити вертикальну швидкість вище розрахункової.
На той момент склалася ситуація, коли на одному каналі зв'язку диспетчери управляли відразу трьома літаками: заходили на посадку СРСР-46440 і СРСР-46722 та йшов на зліт СРСР-47740 (всі три — Ан-24). Команди накладалися одна на одну і глушилися. В результаті борт СРСР-46722 двічі запитував у диспетчера віддалення від ЗПС, але обидва рази його запит було заглушено накладеннями переговорів інших літаків. Тим часом, лайнер вже перетнув глісаду в 2500 метрах від торця ЗПС і почав йти під неї, але диспетчер ДПСП цього не виправив. Продовжуючи знижуватися з вертикальною швидкістю 6-7 м / с, екіпаж не доповів диспетчеру про випуск шасі і готовності до посадки. Проходячи висоту ухвалення рішення (100 метрів), екіпаж не побачив світлові орієнтири аеропорту «Жуляни», але не пішов на друге коло.
На висоті 30-35 метрів над землею спрацював сигнал «небезпечна висота». Усвідомивши небезпеку ситуації, екіпаж через 3 секунди потягнув штурвали «на себе», через що літак зазнав перевантаження в 1,9 g. Але через високу вертикальну швидкість і недостатнього запасу висоти, через 2 секунди авіалайнер в 1265 метрах від початку ЗПС і за 40 м правіше її осі врізався правим крилом в бетонну огорожу БПРМ, після чого передньою і лівою стійкам шасі торкнувся землі у внутрішньому дворі БПРМ, короткочасно піднявся в повітря, а потім врізався в бетонну огорожу БПРМ з протилежного боку. Далі рейс Н-36 площиною лівого крила зіткнувся з групою дерев, після чого врізався в залізничний насип висотою 4,5 метра, вискочив на залізничні колії і зупинився за 1150 м від початку ЗПС і за 40 м правіше її осі. Пожежа повністю знищила літак.
У катастрофі загинули 48 осіб — 4 члени екіпажу (всі чотири пілоти) і 44 пасажири. Вижили тільки 7 чоловік — 1 член екіпажу (стюардеса) і 6 пасажирів, причому один з них, на відміну від інших, не отримав травм.

## Причини
Оскільки літак повністю зруйновано, то комісія не змогла встановити, якими були показники датчика сигналізатора небезпечної висоти і чому він спрацював нижче висоти 60 метрів. Що стосується метеорологічної служби, мали місце серйозні помилки в роботі АМСГ, яка видавала диспетчерам горизонтальну видимість 700 метрів, а вертикальну — 50 метрів. Але зафіксована через 30 секунд після катастрофи фактична погода була насправді нижче мінімуму, а екіпаж борту СРСР-46440, що заходив на посадку перед бортом СРСР-46722 раніше на 2 хвилини 6 секунд, не побачив світлові орієнтири аеропорту Києва і вирішив іти на запасний аеродром (аеропорт «Бориспіль»). Таким чином, фактична погода в момент катастрофи була нижче встановленого для літаків Ан-24 мінімуму 700 метрів.